# فریتین
فریتین (به انگلیسی: Ferritin) یکی از پروتئین‌های زیستی است که توسط بسیاری از جانداران، گیاهان و حتی باکتری‌ها تولید می‌شود. این پروتئین با اتصال به آهن نقش ذخیره‌سازی آهن در درون سلول را برعهده دارد.
در انسان فریتین پروتئینی است که به آهن اضافی بدن پیوند شده و در صورت نیاز آن را آزاد می‌کند. اندازه‌گیری سطح فریتین سرم یکی از معیارهای ارزیابی کم‌خونی فقر آهن است.

## سطح طبیعی فریتین خون
| مردان                       | ۱۸_۲۷۰ nanograms per milliliter (ng/mL) |
| زنان                        | ۱۸–۱۶۰ ng/mL                            |
| کودکان شش ماه تا پانزده سال | ۷–۱۴۰ ng/mL                             |
| نوزادان یک تا پنج ماه       | ۵۰–۲۰۰ ng/mL                            |
| نوزادان                     | ۲۵–۲۰۰ ng/mL                            |

## آپوفریتین
آپوفریتین (Apoferritin)، نوعی پروتئین قلیائی موجود در سلول‌های مخاطی روده که برای تشکیل فریتین به آهن غذائی متصل می‌گردد. فریتین شکل ذخیره‌ای آهن در بدن است. در درون سلول‌های بدن پروتئینی به نام آپوفریتین وجود دارد که قادر است معادل ۲۳ درصد از وزن خود آهن جذب نماید. به‌این‌ترتیب آهن در بدن ذخیره می‌شود. هنگامی‌که آپوفریتین اشباع می‌شود، جذب روده‌ای آهن متوقف می‌گردد.